# Юбари (крейсер)
Юбари (яп. 夕張) — экспериментальный лёгкий крейсер японского императорского флота. Назван в честь реки Юбари, протекающей на острове Хоккайдо.
Спроектирован в 1920—1921 годах под руководством Юдзуру Хираги как корабль для отработки новых технических решений, став в результате одной из важных вех в развитии японского судостроения. Постройка крейсера была выполнена в 1922—1923 годах арсеналом флота в Сасэбо.
«Юбари» прослужил всё межвоенное время, применяясь преимущественно как флагман эскадры эсминцев, неоднократно модернизировался. Во время Второй мировой войны в 1941—1942 годах участвовал в захвате Уэйка, Рабаула, Лаэ и Саламуа, сражениях в Коралловом море и у острова Саво. В дальнейшем использовался для эскорта конвоев, погиб 28 апреля 1944 года от торпеды американской подводной лодки.

## Разработка проекта и строительство
В рамках судостроительной программы «8+4», принятой на 39-й сессии японского парламента 14 июля 1917 года, изначально предусматривалась постройка в 1917—1923 финансовых годах 9 крейсеров: трёх 7200-тонных эскадренных разведчиков и шести малых 3500-тонных, повторяющих более ранний «Тэнрю». Однако оба этих типа не устраивали Морской Генеральный Штаб (МГШ) — первый из них требовал доработки проекта, а второй уже показал свои минусы, связанные с недостаточными размерами. В результате программа была пересмотрена, и во второй половине 1917 года заказы выдали на восемь новых 5500-тонных кораблей (пять первой серии и три второй). Девятым же должен был стать экспериментальный малый лёгкий крейсер для испытаний новых силовых установок. Для его постройки на 40-й сессии парламента в 1918 году было выделено дополнительное финансирование в размере 6 322 682 иен, вместе с 300 548 437 иенами на программу «8+6» (включавшей в себя и три 5500-тонника второй серии). Строительство экспериментального крейсера не было приоритетным и по этой причине всё время откладывалось, хотя 20 сентября 1919 года он и получил название «Аясэ» (яп. 綾瀬), в честь протекающей в префектуре Сайтама реки Аясэ, восточного притока Аракавы.
В 1920 году кораблестроительная программа была пересмотрена. В рамках модифицированной программы «8+8» предусматривалась постройка восьми 5500-тонных крейсеров третьей серии и четырёх 8000-тонных эскадренных разведчиков. Однако, характеристики последних смотрелись не в выгодном свете на фоне иностранных аналогов, и заказов на них выдано не было. В это же время глава бюро базового проектирования секции судостроения Морского Технического Департамента (МТД) Юдзуру Хирага предложил совершенно новый подход, позволяющий создавать более совершенные корабли. Вес корпуса уменьшался за счёт включения в его силовой набор горизонтальной и вертикальной броневой защиты. При этом высвободившийся вес шёл на усиление вооружения. МГШ в августе 1921 года одобрил представленный им концепт 7500-тонного разведчика (будущий тип «Фурутака») и в октябре заказал строительство корабля для проверки его идей. Для этой цели был выбран экспериментальный крейсер «Аясэ». Так как выделение средств на него уже было одобрено парламентом, заказ на его постройку без промедления был выдан в рамках бюджета на 1922-й финансовый год. 5 ноября было принято решение о переименовании корабля (в числе прочих рассматривались варианты «Камо», «Кицу» и «Наёро») и 23 декабря 1921 года он получил окончательное название «Юбари» — по имени протекающей на Хоккайдо реки.
Технический проект «Юбари» был разработан в 1920−1921 годах капитаном 3-го ранга Кикуо Фудзимото под общим руководством Хираги, поддерживавшего взгляды на комбинацию максимальной скорости и вооружения с минимально возможным водоизмещением. Соответственно, экспериментальный крейсер должен был относительно более ранних 5500-тонных обладать такой же максимальной скоростью (35,5 узлов), дальностью плавания (5500 морских миль на 14 узлах), числом орудий на борт (шесть 140-мм) и торпедных аппаратов (четыре 610-мм трубы). Водоизмещение при этом составляло лишь 57 % от их уровня — 3150 тонн.
Архитектура корабля отличалась рядом нововведений, позже применённых на 7500-тонных крейсерах, а именно:
- Объединение дымоходов для уменьшения числа труб и снижения задымлённости мостика;
- Использование бортовой и палубной брони для увеличения продольной прочности корпуса, одновременно с отсутствием листов обшивки под вертикальным бронированием;
- Размещение бронированных каналов дымовой трубы над броневой палубой;
- Размещение офицерских кают в носовой части корпуса;
- Перевод всех котлов на жидкое топливо;
- S-образная форма носовой оконечности, позволившая снизить высоту корпуса[7].

«Юбари» был заложен на стапеле арсенала флота в Сасэбо 5 июня 1922 года. Выбор этой верфи был обусловлен её специализацией на лёгких крейсерах и эсминцах (ранее там было построено несколько 5500-тонников), а также подконтрольностью предприятия ВМФ, важной в силу экспериментального характера заказа. Строительство шло рекордными темпами: спуск на воду состоялся уже 5 марта 1923 года, ходовые испытания корабль прошёл 5 июля и 31 июля был передан флоту, немногим более года после закладки.

## Конструкция

### Корпус и компоновка
Корпус крейсера размерами 139,45×12,04 метров делился 18 переборками на 19 водонепроницаемых отсеков. Основной конструкционный материал — высокопрочная сталь типа HT. За счёт использования брони в силовом наборе удалось значительно уменьшить вес продольных и поперечных элементов конструкции — он достигал в наиболее широкой секции всего 7,58 тонн/м, против 11 тонн/м на 3500-тонных крейсерах и около 16 тонн/м — на 5500-тонных. Доля всего корпуса в нормальном водоизмещении сократилась до 31,2 % против 36,4 и 37,9—38,4 % соответственно. Напряжения изгиба при этом остались в рамках допустимых значений, кроме напряжений дна в состоянии прогиба — эту проблему решили при модернизации в 1934 году.
Форштевень имел характерную изгибающуюся вверх (S-образную) форму, впервые применённую на «Юбари» и использовавшуюся затем на большинстве японских военных кораблей межвоенной постройки. По сравнению с предшествующей ложкообразной формой она обеспечивала меньшую заливаемость носовой части. Форштевень венчался традиционной золотой хризантемой, за ней шли клюзы для двух якорей (по одному с каждого борта). Полубак был относительно коротким и поднимался ближе к носу в целях улучшения мореходности, на нём же располагалась носовая надстройка. Первый её ярус имел внушительную длину, в нём размещались офицерские каюты и перегрузочные отделения подачи боеприпасов для первых двух 140-мм орудий, на более коротком втором — оперативная рубка и кладовые. Ещё выше находились ходовой мостик, штурманская рубка, радиорубка и два дальномера с 3-метровой базой. Большие размеры носовой надстройки были вызваны идеей о сосредоточении в ней всех постов управления, при этом от бронированной боевой рубки (как на более ранних кораблях) отказались.
Надстройка вокруг дымовой трубы имела сравнительно небольшие размеры и в ней находились только воздухозаборники вентиляторов котельных отделений. Из-за необходимости обеспечивать углы обстрела торпедных аппаратов за ней на верхней палубе шло большое свободное пространство.
В кормовой надстройке располагались гониометр и резервная радиорубка. Пять спасательных средств (сампан, 2 гребных катера и 2 моторных) находились в центральной части корпуса, по бокам и сзади дымовой трубы.
«Юбари» имел двойное дно в подводной части от носа до кормы. В её центральной части находились скуловые кили длиной 42 м и шириной 1,17 м, предназначенные для уменьшения бортовой качки. Одиночный балансирный руль находился за винтами и имел площадь 9,77 м².
Распределение веса элементов по данным измерений 23 августа 1923 года выглядело следующим образом:
|                             | Масса, т | В процентах |
| --------------------------- | -------- | ----------- |
| Корпус                      | 1275,1   | 31,2 %      |
| Броневая защита             | 349,0    | 8,5 %       |
| Оборудование и снаряжение   | 374,6    | 9,2 %       |
| Вооружение                  | 329,5    | 8,1 %       |
| Силовая установка           | 1056,5   | 25,8 %      |
| Топливо и смазочное масло   | 639,8    | 15,6 %      |
| Запасы пресной воды         | 45,9     | 1,1 %       |
| Остальное                   | 0,9      | -           |
| Водоизмещение с 2/3 запасов | 4 091,3  | 100 %       |

Хотя испытания подтвердили заложенные Хирагой в проект принципы в части прочности корпуса и мореходности, тогда же выявилась большая строительная перегрузка, составляющая 419 тонн, или 14 % от нормального водоизмещения. Нормальным для кораблей такого размера японской постройки считалось превышение до 5 %, и зачастую оно было много меньше этой цифры. Так, для типа «Кума» перегрузка составляла примерно 80 тонн (5580 против 5500 тонн, 1,5 %), и только на более позднем типа «Сэндай» она выросла до 305 тонн (5900 против 5595 тонн, 5,5 %). Причина такой разницы между проектным и фактическим водоизмещением в случае «Юбари» неясна. Вызванный перегрузкой рост осадки на 28 см, в свою очередь, привёл к снижению высоты надводного борта до 2,72 м в центральной части корпуса, уменьшению скорости хода и дальности плавания из-за роста сопротивления, опасной близости иллюминаторов трюмной палубы с ватерлинией.
Тем не менее, за счёт благоприятного размещения нагрузки центр тяжести корабля оказался расположен достаточно низко, чтобы метацентрическая высота осталась в приемлемых рамках. Её величина при испытаниях на стабильность 14 августа 1936 года (после инцидента с «Томодзуру», с учётом уложенных ранее 123,8 тонн балласта) составила 0,738 м при полной нагрузке (4792 т), 0,826 м при загрузке в 2/3 от полной (4406 т) и 0,501 м в облегчённом виде (3446 т).

### Броневая защита

Главный броневой пояс из трёх рядов плит NVNC при длине 58,50 м (42 % корпуса), ширине 4,15 м и толщине 38 мм защищал силовую установку. Он находился внутри корпуса, нижний его край стыковался с кромкой двойного дна и пятым от киля стрингером, верхний — с броневой палубой. Пояс имел наклон примерно в 10° сверху наружу, что не было удачным решением — угол встречи снарядов с ним был бы близок к перпендикулярному. На последующих проектах броневые плиты были наклонены под тем же углом, но вовнутрь. Внешняя обшивка из стали HT имела толщину 19 мм, в пространстве между ней и поясом находились топливные цистерны.
В верхней части броневой пояс стыковался с 25,4-мм броневой палубой из плит NVNC. Её участки между поясом и внешней обшивкой состояли из листов стали HT толщиной 22 мм, на внутреннюю часть дополнительно крепились 16–мм листы из того же материала. Нижняя часть дымовой трубы и воздухозаборники вентиляторов защищалась 32-мм NVNC на высоту 0,63 м от уровня броневой палубы. Надстройка бронирования не имела, но тонкими листами стали HT прикрывались элеваторы и переговорные трубы.
В целом, при значительно меньших размерах и более лёгком корпусе относительно предшественников «Юбари» имел существенно более тяжёлое бронирование. Его масса составляла 349 тонн (8,5 % от водоизмещения) против 220–238 (3,4-3,7 %) на 5500-тонных крейсерах и 176 (4,2 %) на 3500-тонных. В последнем случае превосходство было двукратным.

### Энергетическая установка

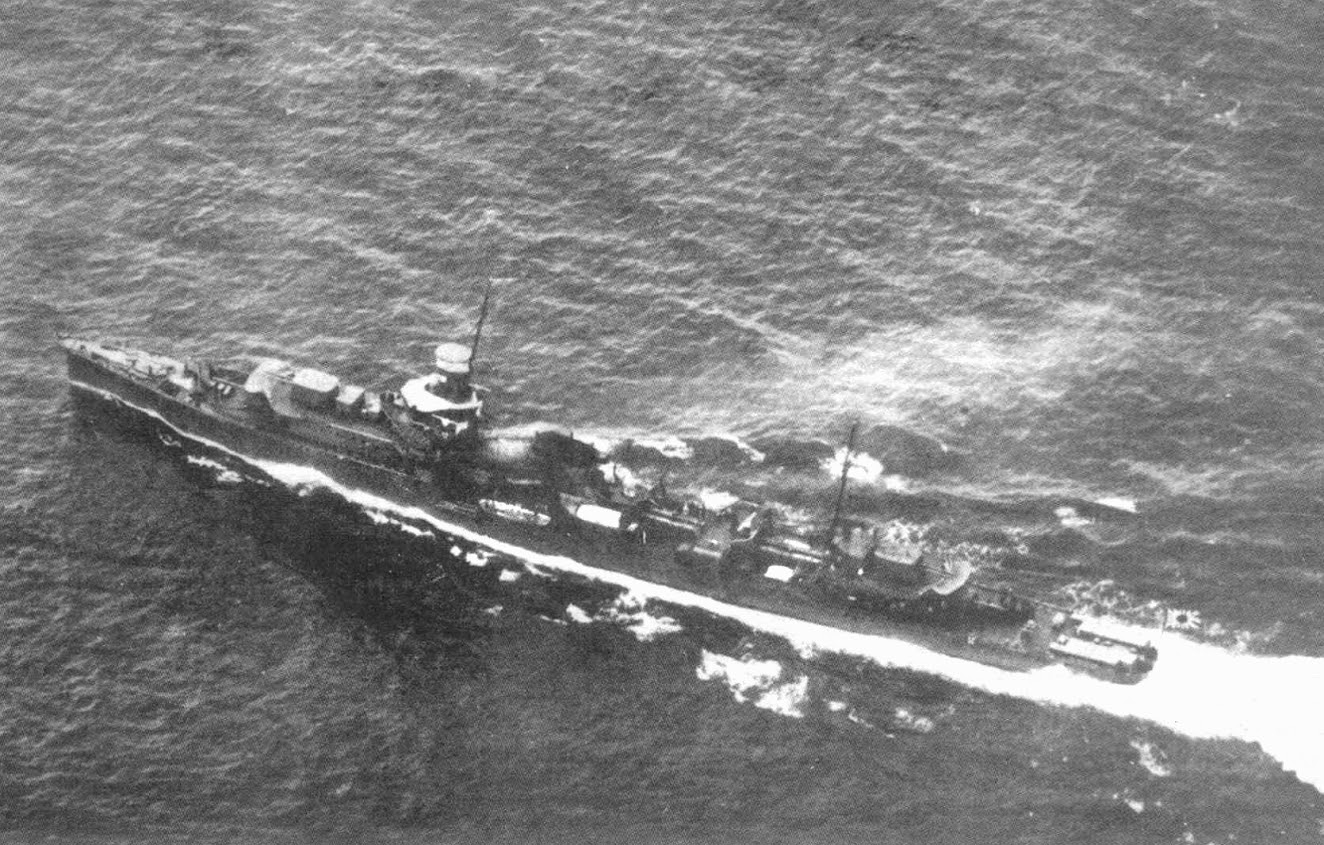
«Юбари» на ходовых испытаниях.

На крейсере устанавливались три турбозубчатых агрегата (ТЗА) мощностью по 19 300 л. с. (14,2 МВт, по другим данным — 19 250 л. с.), приводившие в движение 3 трёхлопастных гребных винта. ТЗА типа Парсонса были разработаны компанией «Мицубиси» и изготавливались арсеналом флота в Сасэбо. Машины и котлы «Юбари» были аналогичны используемым на эсминцах типа «Минэкадзэ», отличаясь по количеству: 3 и 8 против 2 и 4 соответственно.
Компоновочно два ТЗА находилось в переднем машинном отделении и один — в заднем, общей длиной 55 м и площадью 235 м². Каждый агрегат включал в себя две основные турбины: активную высокого давления (3000 об/мин, ТВД) и реактивную низкого (2000 об/мин, ТНД), с помощью двух ведущих шестерней редуктора вращавшие вал 3,12-м гребного винта с максимальной частотой оборотов 400 в минуту. Турбина заднего хода размещалась в одном корпусе с ТНД. Отдельных турбин крейсерского хода не было, вместо них использовались две крейсерские ступени в передней части ТВД, отключавшиеся при полных оборотах. Запас топлива (916 тонн мазута), размещавшийся в междудонном пространстве, под трюмной палубой спереди и по бортам от первого котельного отделения, по проекту позволял кораблю пройти 5000 морских миль 14-узловым ходом. Однако перегрузка и выросший в связи с ней расход снизили эффективную дальность плавания «Юбари» при полной нагрузке до 3300 миль. Эта величина была меньше, чем даже у эсминцев типа «Минэкадзэ» (3600 миль) и оказалась недостаточной при использовании крейсера в качестве лидера эсминцев.
Па́ром турбозубчатые агрегаты питали восемь водотрубных котлов типа «Кампон Ро Го» с нефтяным отоплением (по другим данным, для малых котлов по соображениям о нехватке нефтепродуктов в случае войны было оставлено смешанное отопление), располагавшихся в трёх котельных отделениях. Два малых находилось в переднем, четыре больших — в среднем и два больших — в заднем. Рабочее давление пара — 18,3 кгс/см² при температуре 156 °C (по другим данным — 138°). Для отвода продуктов сгорания использовалась сдвоенная дымовая труба: группа дымоходов от первой четвёрки котлов шла под большим наклоном и соединялась с почти вертикальными дымоходами задней. Это схема была предложена Фудзимото вместо оригинальной с двумя трубами для уменьшения загазованности мостика. Однако высота трубы оказалась недостаточной, и её вскоре после ввода корабля в строй нарастили.
На ходовых испытаниях 5 июля 1923 года в районе острова Косикидзима при мощности машин 62 336 л. с. «Юбари» развил 34,786 узла. Снижение скорости относительно контрактной в 35,5 было следствием перегрузки — крейсер имел водоизмещение в 3463 тонн против 3141 нормального по проекту.
Для питания корабельной электросети (напряжение — 110 В) использовались два электрогенератора мощностью по 66 КВт, работавших от двигателей внутреннего сгорания и расположенных в машинных отделениях.

### Вооружение
Главный калибр крейсера состоял из шести 140-мм орудий тип 3. Данная артсистема была разработана перед Первой мировой войной, на вооружение ВМФ Японии была принята 24 апреля 1914 года. Орудия № 1 и № 4 с бронещитами (аналогичные по конструкции таким же на 3500-тонных и 5500-тонных крейсерах) располагались на полубаке и в корме. Спаренные закрытые установки № 2 и № 3 типа A (Ко) размещались над ними, на носовой (первый ярус) и кормовой надстройках. Изначально они были разработаны для крейсеров-разведчиков проектов 1916 и 1918 годов, помимо «Юбари» их также устанавливали на плавбазах «Дзингэй» и «Тёгэй» и минном заградителе «Окиносима». 50-тонная установка длиной 5,5 м, шириной 3,4 м и высотой 2,46 м имела противоосколочное круговое бронирование из листов стали HT толщиной 10 мм. Максимальная скорость её поворота электродвигателями составляла 4° в секунду, подъёма стволов — 6° в секунду, была предусмотрена возможность и ручной наводки в крайнем случае. Размещение всех шести орудий линейно-возвышенно в диаметральной плоскости не только позволяло использовать их все в бортовом залпе, но и по трое при стрельбе на нос и на корму — в то время как на 5500-тонных крейсерах только по одному из-за угрозы повреждения надстроек.
Боеприпасы (38-кг снаряды и 11-кг заряды в картузах) хранились в погребах, расположенных на трюмной палубе в оконечностях. Оттуда они на четырёх ковшовых цепных подъёмниках поднимались до уровня полубака (в носу) и верхней палубы (в корме). Дальнейшая подача до одиночных установок производилась вручную, до спаренных — по центральным податочным трубам (соответственно, они обладали большей скорострельностью). На момент вступления в строй использовались два типа снарядов — «общего назначения» с баллистическим колпачком (полубронебойный) и практический, во время службы использовались также фугасные, зажигательные и осветительные. Максимальная дальность стрельбы при угле возвышения в 30° достигала 19,1 км.
Для управления огнём 140-мм орудий использовался визир центральной наводки (ВЦН) тип 13 на площадке треногой фок-мачты, на высоте в 23,06 м от уровня киля. По принципу действия он представлял собой прибор синхронной передачи с совмещением стрелок, был разработан на основе британского прототипа и принят на вооружение ЯИФ в 1916 году. Его эффективная дальность совпадала с максимальной дальностью орудий ГК крейсера — 19 км. Также имелись два 3-метровых (по другим данным 2,5-метровых) дальномера (по краям компасного мостика) и два 90-см прожектора (первый — над компасным мостиком, второй — за дымовой трубой).
В центральной части корпуса на надстройке между торпедными аппаратами находились 76,2-мм/40 зенитное орудие тип 3 (максимальный угол возвышения-75°) и два 7,7-мм пулемёта типа «Рю». Погреб 76-мм снарядов находился в подпалубном пространстве в корме, правее вала центрального гребного винта. У носовой надстройки также были расположены две 47-мм сигнальные пушки конструкции Ямаути.
Торпедное вооружение состояло из двух спаренных поворотных 610-мм торпедных аппаратов тип 8, аналогичных таковым на типах «Нагара» и «Сэндай». При массе в 8,45 тонн, длине 8,8 м и ширине 3,04 м они наводились 5-сильным электродвигателем (сектора обстрела — 20° на каждый борт) и имели ручное заряжание. Используемые парогазовые торпеды тип 8 (боекомплект — 8 единиц) при стартовой массе в 2,362 тонны несли 346 кг тринитрофенола и могли пройти 20 000 м на 27 узлах, 15 000 на 32 и 10 000 на 38. Торпедные аппараты к ним находились на верхней палубе в центральной части корпуса, запасные торпеды там же, их боевые части — в расположенном в районе вала центрального гребного винта погребе. Как и на типе «Тэнрю», проведению торпедных стрельб на полном ходу мешали сильные брызги с бортов. Эту проблему решили при модернизации, подняв аппараты и оснастив их щитами.
Крейсер мог брать на борт до 48 мин. Применяемая мина № 1 типа B была принята на вооружение ЯИФ 2 сентября 1921 года, являясь улучшенным вариантом мины № 1, используемой с 1916 года. При диаметре 0,5 м и длине 1,07 м она весила 192 кг и несла внутри 102 кг тринитрофенола. Мины устанавливались попарно на 100-метровом тросе, с расчётом на подрыв при касании с обоих бортов корабля противника. Для снижения угрозы взрыва их боекомплекта от воздействия дульных газов кормового 140-мм орудия шесть параллельных минных рельсов у ахтерштевня были закрыты специальным защитным кожухом.

### Экипаж и условия обитаемости
По проекту экипаж «Юбари» должен был включать 340 человек, но фактически на момент вступления в строй его численность составляла 328 офицеров и матросов.
Рядовой состав размещался в девяти кубриках, первые шесть из которых находились в носу (№ 1 на верхней палубе в полубаке, № 2 и № 3 на нижней палубе, № 4—№ 6 на трюмной палубе), а остальные три в корме (№ 7—№ 9 на нижней палубе). Офицерские каюты были расположены в носовой части на верхней палубе в полубаке (в т. ч. каюта капитана) и на нижней палубе. Помещения унтер-офицеров находились в центральной надстройке и на верхней и нижней палубах. Плюсами этого размещения были близость офицерских кают к боевым постам и отказ от соседства носовых кубриков с котельными отделениями, как на более ранних проектах. «Юбари» имел три ряда иллюминаторов против двух на 3500-тонных и 5500-тонных крейсерах, однако из-за строительной перегрузки нижний ряд на ходу приходилось задраивать из-за заливания водой.
Общий камбуз находился в надстройке вокруг дымовой трубы, баня команды — в корме на нижней палубе.

## История службы
После вступления в строй «Юбари» 1 декабря 1923 года был зачислен в состав 3-й дивизии крейсеров («Тама» и «Исудзу»). С 8 по 20 марта 1924 года все три корабля совершили поход к побережью Китая. По возвращении высота дымовой трубы «Юбари» была увеличена на 2 метра для снижения задымлённости и загазованности мостика, работы прошли на верфи в Сасэбо. На осенних манёврах 1924 года крейсер выполнял роль флагмана эскадры эсминцев. 
1 декабря 1924 года «Юбари» был выведен в резерв. Тем не менее, в начале следующего года он выполнил поход в район Амоя, зайдя в Мако 25 февраля и вернувшись в Сасэбо 4 марта. С 6 апреля по 23 июня 1925 года крейсер находился в длительном плавании в западной части Тихого океана, при этом осуществив визит в Австралию и встретившись с американским флотом на учениях к западу от Гавайских островов. С 4 августа по 1 декабря «Юбари» был приписан к базе в Мако, несколько раз выходя в море на короткий срок — с 29 по 30 августа к островам Цзиньмэнь, с 12 сентября по 1 октября в район Шаньтоу и с 7 по 21 октября в прибрежные китайские воды. 
1 декабря 1925 года крейсер стал флагманом 1-й эскадры эсминцев (ЭЭМ) Первого флота (13-й, 26-й, 27-й и 28-й дивизионы), а 1 декабря следующего года — флагманом 2-й эскадры (5-й, 22-й, 29-й и 30-е дивизионы). В этом качестве он совершил два похода вместе с соединением — в район Амоя с 24 марта по 5 апреля 1927 года и в район островов Рюкю и Бонин с 11 по 30 октября того же года для участия в осенних маневрах. 1 декабря «Юбари» был выведен в резерв и почти четыре года использовался как учебный корабль для курсантов Академии флота в Этадзиме.

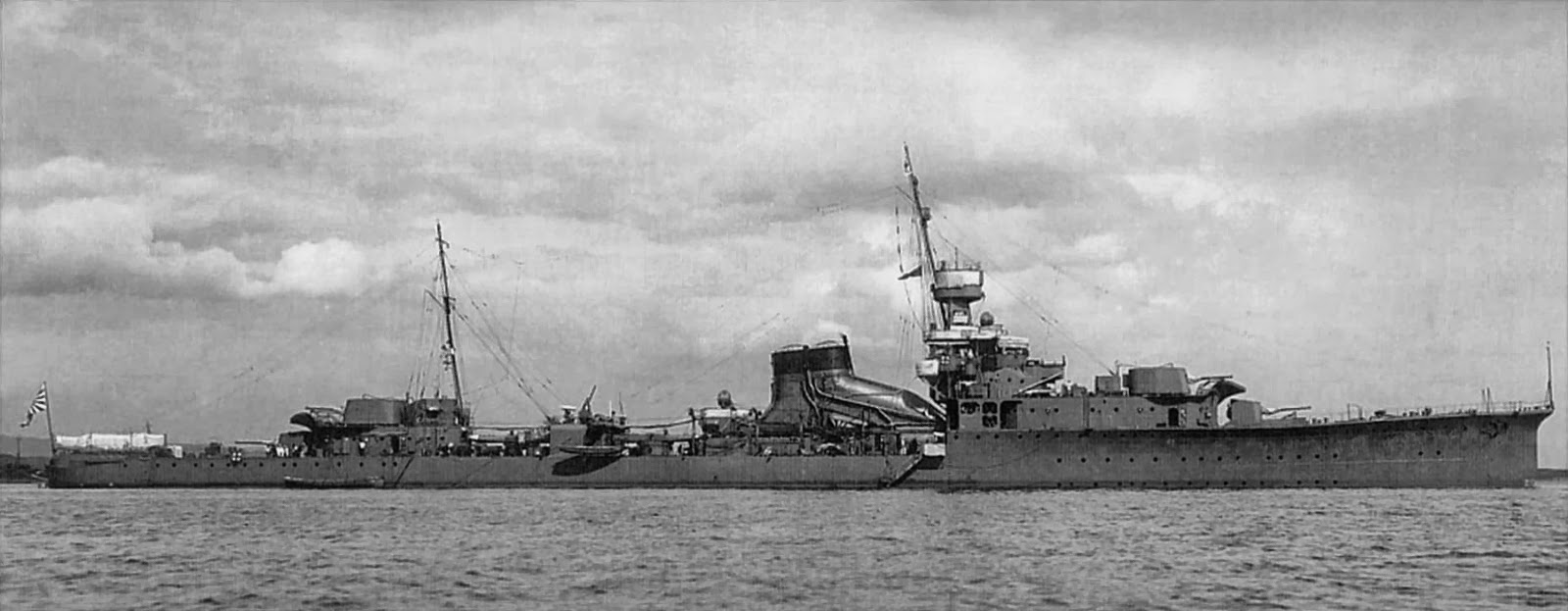
«Юбари» как флагман 1-й ЭЭМ, предположительно начало 1932 года.

С 4 сентября 1931 по 23 января 1932 года крейсер прошёл ремонт на верфи арсенала флота в Сасэбо. При этом было модернизировано оборудования радиосвязи, а оперативную рубку расширили и усовершенствовали. Параллельно с этими работами 1 декабря 1931 года «Юбари» стал флагманом 1-й ЭЭМ (на тот момент включавшей в себя 22-й, 23-й и 30-й дивизионы). 26 января 1932 года он вместе с эсминцами вышел из Сасэбо в район устья Янцзы для участия в Первом Шанхайском инциденте (с 2 февраля по 20 марта 1-я ЭЭМ была временно придана Третьему флоту), вернувшись обратно 22 марта. Повреждения «Юбари» от собственной стрельбы при подавлении китайских береговых батарей привели к новому ремонту на верфи в Сасэбо, начавшемуся сразу после прибытия и продлившемуся до 31 января 1933 года. В ходе него также было снято 76-мм зенитное орудие, изменено положение сигнальной платформы, а торпедные аппараты подняты выше и оснащены щитами для защиты от брызг. 13 июля 1933 года «Юбари» вместе с 1-й ЭЭМ вышли из Мако в поход в южные моря, 21 августа они прибыли в Кисарадзу и 25-го участвовали в морском параде в Иокогаме.
15 ноября 1933 года крейсер был снова выведен в резерв. С 17 мая по 20 июля 1934 года он прошёл вызванную инцидентом с «Томодзуру» модернизацию на верфи в Сасэбо, при которой был уложен балласт и демонтированы минные рельсы. 15 ноября «Юбари» был передан охранному отряду военно-морской базы Йокосука, соответственно изменился и порт приписки. На верфи арсенала флота в Йокосуке с 9 июля по 15 ноября 1935 года была отремонтирована силовая установка крейсера, установлен спаренный 13,2-мм пулемёт тип 93, изменено положение сигнальных орудий Ямаути, усовершенствовано оборудование радиосвязи, а борта компасного мостика усилили стальными листами. К тому времени череда последовательных модернизаций корабля уже привела к росту нормального водоизмещения до 4406 тонн и осадки до 4,52 метров.

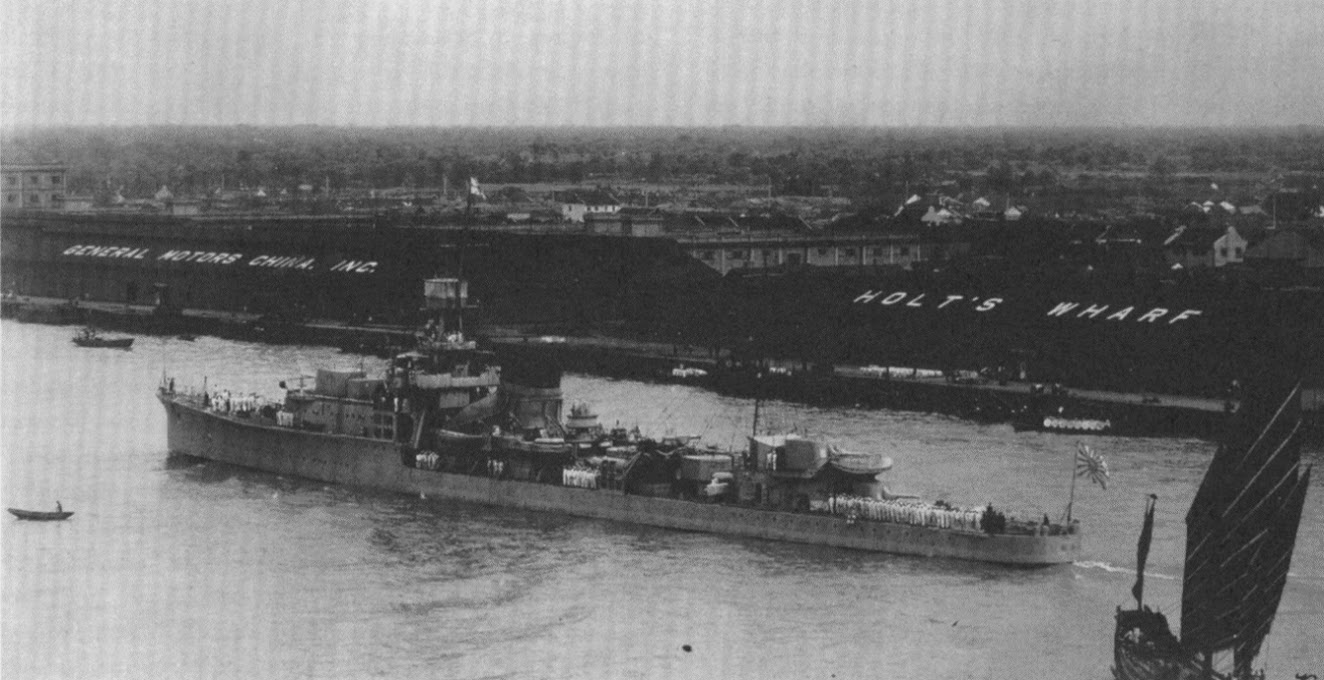
«Юбари» в Китае, 1936 год.

15 ноября 1935 года «Юбари» был назначен флагманом 5-й ЭЭМ Третьего (Китайского) флота, сменив «Тацуту», и в конце года вместе с шестью эсминцами 13-го и 16-го дивизионов ходил в район устья Янцзы. В начале лета 1937 года крейсер совершил поход в Нидерландскую Ост-Индию (по другим данным, он состоялся в 1936 году), в связи с началом войны с Китаем в июле патрулировал район Шанхая, а в сентябре-октябре — ведущие к Южному Китаю морские пути и район Гуаньчжоу. С 20 октября по 1 декабря 5-я ЭЭМ была временно передана из Третьего в свежесформированный Четвёртый флот, также действующий в районе китайского побережья. 1 декабря флагманом 5-й ЭЭМ стал крейсер «Нагара», а 7-го «Юбари» был выведен в резерв. С 14 января по 31 марта 1938 года он прошёл ремонт в Йокосуке.
В периоды с 4 марта по 31 мая и с 16 июля по 9 октября 1939 года «Юбари» возвращался из резерва, придаваясь базе в Оминато и совершив в этот период длительный поход с 20 июля по 4 октября к сахалинскому побережью. С 10 октября он находился в Йокосуке как корабль специального назначения. Весной 1940 года с крейсера были сняты сигнальные орудия и 13,2-мм пулемёт, вместо них установили два спаренных 25-мм зенитных автомата тип 96. 15 ноября «Юбари» стал флагманом 6-й ЭЭМ (29-й и 30-й дивизионы) Четвёртого флота. Со 2 февраля по 14 апреля 1941 года корабль выполнил поход в южные моря, посетив Сайпан, Палау, Трук и Кваджалейн. С 20 апреля по 1 мая крейсер прошёл докование в Иокогаме, затем на верфи в Йокосуке получил размагничивающую обмотку. С 25 мая по 25 октября «Юбари» снова действовал в районе южных островов, затем до конце ноября находился на Труке.
В период с 29 ноября по 3 декабря 1941 года крейсер перешёл на Кваджалейн. После вступления Японии во Вторую мировую войну «Юбари» (флаг контр-адмирала Кадзиока) вышел в море 8 декабря вместе с 18-й дивизией крейсеров («Тэнрю» и «Тацута») и шестью эсминцами 6-й ЭЭМ, приняв участие в первой попытке захвата Уэйка. В 5:22 11 декабря с дальности 7,3 км крейсера открыли огонь по целям на южном побережье острова, добившись возгорания цистерн с дизельным топливом, с трудом затем потушенных американцами. После наступления рассвета в 6:00 «Юбари» изменил курс и сократил расстояние с берегом до 4 км. В ходе короткой перестрелки около 6:15 с батареей «А» (два 127-мм орудия) на юго-восточной оконечности атолла командовавший ею лейтенант Барнинджер заявил о 5 попаданиях в крейсер, хотя фактически были только накрытия. Вскоре после этого береговой артиллерией и авиацией американцев были потоплены эсминцы «Хаятэ» и «Кисараги», и Кадзиока приказал отступить. На Кваджалейн соединение вернулось 13-го. В ходе второго штурма Уэйка «Юбари» с 21 по 29 декабря находился восточнее острова. В период с 31 декабря по 3 января 1942 года он вместе с другими кораблями перешёл с Кваджалейна обратно на Трук.
13 января 1942 года «Юбари» вместе с плавбазой гидросамолётов «Киёкава-Мару» и четырьмя эсминцами покинул Трук и 15-го прибыл на атолл Ламотрек. В период с 17 по 22 января корабли, вместе с присоединившимися кораблями 19-й дивизии минных заградителей («Окиносима» и «Цугару») и двумя эсминцами, перешли к Рабаулу и участвовали в его захвате, на якорь крейсер стал там 27-го. С 8 по 14 февраля «Юбари» выходил для поддержки высадки у Суруми на Новой Британии, а с 20 февраля по 1 марта (с заходом 23—27 февраля на Трук) — для перехвата американского 11-го оперативного соединения. 5 марта он покинул Рабаул вместе с другими кораблями для участия в операции SR (захват Лаэ и Саламуа). Утром 10-го в результате налёта «Донтлессов» с «Йорктауна» несколько транспортов было потоплено, на «Юбари» от нескольких близких разрывов был повреждён корпус, возникли пожары, погибло 15 человек (в том числе 2 офицера) и 30 было ранено (в том числе 2 тяжело). Крейсер вернулся в Рабаул 14 марта, и после экстренного исправления повреждений 22—25 марта совершил переход на Трук, где пробыл в ремонте до 10 апреля.
Для проведения операции MO «Юбари» перешёл в период с 30 апреля по 2 мая 1942 года в Рабаул и был назначен флагманом группы, которая должна была захватить Порт-Морсби, и включала также минный заградитель «Цугару», пять эсминцев, один тральщик и двадцать транспортов. 4 мая соединение вышло в море и в ночь на 7-е прибыло на остров Мисима. Там корабли разделились — транспорты взяли обратный курс, «Юбари» же отправился к острову Шортленд, где стал на якорь для дозаправки 9-го. В тот же день крейсер осуществлял прикрытие авианосного соединения. После окончательной отмены операции MO он вернулся на Трук 17 мая (с стоянкой в Киете 13—15 мая), а 19-го отправился в Японию. Его ремонт с докованием на верфи Арсенала флота в Йокосуке занял период с 23 мая по 15 июня.
19—23 июня «Юбари» перешёл обратно на Трук. С 29 июня по 6 июля он сопровождал до острова Гуадалканал транспорты «Адзума-Мару», «Адзумасан-Мару» и «Хокурику-Мару» с грузами для сооружения аэродрома, вернувшись 10-го. В тот же день 6-я ЭЭМ прекратила своё существование, крейсер и входившие в 29-й дивизион четыре эсминца («Асанаги», «Оитэ», «Юнаги», «Юдзуки») были переданы 2-й эскортно-поисковой группе Четвёртого флота. Это соединение существовало с 10 апреля 1942 года для прикрытия конвоев из Японии до Сайпана и Трука, и из Трука до Палау, его штаб находился на Сайпане. 17 июля крейсер вместе с эсминцами перешёл в Рабаул.
7 августа 1942 года «Юбари» вышел в море и в ночь на 8-е вместе с кораблями адмирала Микавы участвовал в ночном сражении у острова Саво. В первой фазе боя он шёл седьмым (предпоследним) в японской колонне. Во второй фазе «Юбари» вместе с крейсерами «Фурутака» и «Тэнрю» сформировал группу, огибавшую корабли союзников с запада. На этом этапе в 1:46—1:50 он участвовал в короткой перестрелке с эсминцем «Паттерсон», будучи примерно на минуту освещён его прожектором. В 2:01, «Юбари», маневрируя под огнём, выпустил четыре 610-мм торпеды по тяжёлому крейсеру «Винсеннес», одна из которых в 2:03 попала в его левый борт в район котельного отделения № 1. На некоторое время повреждённые «Винсеннес» и «Куинси» попали под обстрел всей западной группы японцев. В 2:18 «Юбари» был освещён эсминцем «Ральф Тэлбот», сблизился с ним и в ходе скоротечной перестрелки добился 5 попаданий, которые нанесли американскому кораблю серьёзные повреждения, вынудив его отказаться от торпедной атаки и выйти из боя. В 2:40 был получен отданный ранее приказ Микавы об обратном курсе, в 3:40 западная и восточная группы встретились. Всего «Юбари» за время боя выпустил 96 140-мм снарядов и 4 610-мм торпеды, не получив никаких повреждений, на базу он вернулся 10 августа. Затем крейсер был отозван на Трук для выполнения эскортных задач, прибыв туда 20-го.
С 26 августа 1942 года «Юбари» вместе с эсминцем «Юнаги» эскортировал транспорт «Хакодзаки-Мару», высадивший войска на Науру 30-го и на Ошен 31-го августа. С 1 по 3 сентября крейсер пробыл на атолле Джалуит, и вернулся на базу 5-го. С 10 по 24 сентября он патрулировал район Маршалловых островов и архипелага Гилберта. С 25 сентября по 25 октября им сопровождались два конвоя: из Трука на Палау и из Палау на Филиппины. 26—30 октября «Юбари» перешёл на атолл Тарава, где простоял до 30 ноября, а затем вышел в Японию. 5—6 декабря он дозаправился на Сайпане, а 9-го прибыл в Йокосуку, где встал на ремонт до 22 марта 1943 года (в том числе с докованием с 16 по 26 февраля). 22—28 марта крейсер вернулся на Трук, 29-го вышел в море для сопровождения плавбазы гидросамолётов «Камикава-Мару», и 1 апреля встал на якорь в Рабауле. Там он был переподчинён Восьмому флоту (флоту Юго-Восточной зоны) и находился на базе вплоть до 30 июня.
После начала наступательной операции американцев на Нью-Джорджии 1 июля 1943 года «Юбари» прибыл в Буин на острове Бугенвиль. В ночь на 3-е вместе с эсминцами обстрелял место высадки на Рендове, но без заметного успеха. На обратном пути 5 июля крейсер подорвался на 750-кг магнитной мине Mk 12, установленной с воздуха в марте или мае того же года. Корабль получил пробоину в левом борту (затоплен один отсек) и 6 июля своим ходом прибыл в Рабаул. После экстренного исправления повреждений с помощью плавмастерской «Ямабико-Мару» 17—30 июля «Юбари» перешёл в Японию, с остановками на Труке 19—23 и на Сайпане 24—27 июля. Его ремонт на верфи в Йокосуке занял период с 1 августа по 18 октября, в том числе докование — с 1 по 12 сентября. В ходе этих работ на крейсер был установлен гидрофон тип 93.
18 октября 1943 года «Юбари» покинул Йокосуку, и после учебного плавания перешёл в Рабаул 3 ноября. На следующий день он прикрывал конвой до Кавиенга и при налёте был повреждён близкими разрывами. 11 ноября крейсер также получил лёгкие повреждения при удару по Рабаулу силами палубной авиации американского оперативного соединения 50.3. В период с 18 по 24 ноября «Юбари» доставил войска на остров Гарове в архипелаге Виту, и снова при налёте бомбардировщиков ВВС США от близких разрывов пострадали его корпус и вооружение. 1 декабря крейсер был назначен флагманом 3-й ЭЭМ Восьмого флота взамен потопленного 2 ноября «Сэндая», и был направлен для модернизации в Японию. 3 декабря он покинул Рабаул, ведя на буксире торпедированный эсминец «Наганами». 8-го корабль прибыл на Трук, откуда 14—19 декабря перешёл в Йокосуку.
С 19 декабря 1943 по 9 марта 1944 года «Юбари» прошёл очередной ремонт в Йокосуке, с двумя докованиями (8—12 января и 5—25 февраля) и ходовыми испытаниями 1—3 марта. При этом произошли следующие изменения в конструкции:
- Сняты одиночные 140-мм орудия (№ 1 и № 4). На месте носового № 1 размещена одиночная универсальная щитовая 120-мм установка тип 10 модели E[50].
- На месте кормового орудия № 4 размещён строенный 25-мм автомат тип 96, ещё два таких — по сторонам от грот-мачты. Также добавлены два спаренных автомата на площадках рядом с носовой надстройкой и восемь одиночных. Общее число 25-мм стволов достигло 25: три строенных, четыре спаренных и восемь одиночных[50].
- На место первого 90-см прожектора установлена РЛС обнаружения надводных целей № 22 (точная модификация неизвестна, наиболее вероятна предназначенная для кайбоканов и подлодок модель 2, но не исключена и модель 4 для крупных боевых кораблей[52])[50].
- На корме установлены два бомбосбрасывателя на шесть глубинных бомб каждый[53].

Для уменьшения верхнего веса были укорочены обе мачты и сняты запасные торпеды вместе с их контейнерами, в целях улучшения живучести также заделано большинство бортовых иллюминаторов (кроме нескольких в корме и в полубаке). Водоизмещение возросло до 3780 тонн, скорость на испытаниях снизилась до 32 узлов при мощности машин 58943 л. с. — что для корабля такого возраста тем не менее является впечатляющим результатом.
С 9 по 13 марта 1944 года «Юбари» выполнил короткое учебное плавание, но вернулся в Йокосуку из-за проблем с ТЗА. 22-го он вышел из Кисарадзу в составе конвоя на Палау, включающего в себя также эсминцы «Хатакадзэ», «Икадзути» и «Таманами», миноносец «Отори», кайбоканы «Хирато» и «Номи», судно снабжения «Хаясаки», одиннадцать транспортов и три охотника за подводными лодками. 28 марта корабли разделились, крейсер вместе с частью их прибыл на Сайпан 30-го числа.
23—25 апреля 1944 года «Юбари» вместе с «Кину» и эсминцами «Самидарэ» и «Юдзуки» перешёл на Палау. В тот же день он взял на борт 365 солдат и 50 тонн груза, и вечером 26-го вышел с теми же эсминцами и транспортом № 149 к острову Сонсорол. Утром 27 апреля корабли разгрузились на месте назначения, и в 9:42 вышли в море. В 10:04 «Юбари» был поражён в район котельного отделения № 1 пятой из шести торпед в веере, выпущенных с дальности в 2400 метров американской подводной лодкой «Блюгилл». Моментально были затоплены котельные отделения № 1 и № 2, крейсер потерял ход и начал крениться на правый борт с дифферентом на нос. В 10:11 начался пожар в топливных цистернах. К 10:30 усилилось волнение, и несмотря на борьбу за живучесть, вода продолжила прибывать. В 16:50 эсминец «Самидарэ» попытался начать буксировку «Юбари» на 5-узловой скорости с помощью якорных цепей, однако они лопнули после нескольких попыток. 28 апреля в 4:15 уровень воды достиг верхней палубы, и от попыток дотянуть крейсер до Палау отказались, к 5:44 команда перешла на «Юдзуки». «Юбари» затонул в 10:15, уходя носом под воду, это произошло в 35 морских милях от острова Сонсорол, в точке с координатами 5°38′ с. ш. 131°45′ в. д.. Всего при торпедировании и борьбе за живучесть погибло 19 членов экипажа.
1 мая 1944 года «Юбари» вместе с 3-й ЭЭМ формально был передан в состав флота Центрально-Тихоокеанской зоны, из списков его исключили 10 июня.

## Командиры
- 1.3.1923 — 1.12.1923 капитан 1 ранга (тайса) Масао Сугиура (яп. 杉浦正雄)[58];
- 1.12.1923 — 10.11.1924 капитан 1 ранга (тайса) Нобуити Ямагути (яп. 山口延一)[59];
- 10.11.1924 — 20.10.1925 капитан 1 ранга (тайса) Айдзиро Томиока (яп. 富岡愛次郎)[60];
- 20.10.1925 — 1.11.1926 капитан 1 ранга (тайса) Киёси Анно (яп. 阿武清)[61];
- 1.11.1926 — 1.12.1927 капитан 1 ранга (тайса) Симпэй Кида (яп. 木田新平)[62];
- 1.12.1927 — 30.11.1929 капитан 1 ранга (тайса) Сигэфуса Морита (яп. 森田重房)[63];
- 30.11.1929 — 15.11.1930 капитан 1 ранга (тайса) Такэо Кавана (яп. 川名彪雄)[64];
- 15.11.1930 — 1.12.1931 капитан 1 ранга (тайса) Сэйтаро Хара (яп. 原精太郎)[65];
- 1.12.1931 — 15.11.1933 капитан 1 ранга (тайса) Дзиро Сайто (яп. 斎藤二朗)[66];
- 15.11.1933 — 15.11.1934 капитан 1 ранга (тайса) Ко Киёмия (яп. 清宮弘)[67];
- 15.11.1934 — 25.5.1935 капитан 1 ранга (тайса) Тадасигэ Дайго (яп. 醍醐忠重)[68];
- 25.5.1935 — 31.10.1935 капитан 1 ранга (тайса) Сэйити Харада (яп. 原田清一)[69];
- 31.10.1935 — 1.12.1936 капитан 1 ранга (тайса) Масао Ямамото (яп. 山本正夫)[63];
- 1.12.1936 — 15.11.1937 капитан 1 ранга (тайса) Суэто Хиросэ (яп. 広瀬末人)[70];
- 15.11.1937 — 20.7.1938 капитан 1 ранга (тайса) Югоро Хори (яп. 堀勇五郎)[71];
- 20.7.1938 — 15.11.1938 капитан 1 ранга (тайса) Сютоку Миядзато (яп. 宮里秀徳)[72];
- 15.11.1938 — 1.11.1939 капитан 1 ранга (тайса) Такэро Кода (яп. 古宇田武郎)[73];
- 1.11.1939 — 15.11.1939 (исполняющий обязанности) капитан 1 ранга (тайса) Митиаки Камата (яп. 鎌田道章)[74];
- 15.11.1939 — 1.11.1940 капитан 1 ранга (тайса) Хэйтаро Эдо (яп. 江戸兵太郎)[75];
- 1.11.1940 — 15.8.1942 капитан 1 ранга (тайса) Масами Бан (яп. 阪匡身)[76];
- 15.8.1942 — 3.5.1943 капитан 1 ранга (тайса) Тайдзи Хираи (яп. 平井泰次)[77];
- 3.5.1943 — 20.2.1944 капитан 1 ранга (тайса) Мориэ Фунаки (яп. 舟木守衛)[63];
- 20.2.1944 — 28.4.1944 капитан 1 ранга (тайса) Такэо Нара (яп. 奈良孝雄)[63];

## Оценка проекта
«Юбари» строился как экспериментальный корабль для отработки предложенных конструктором Юдзуру Хирага новых конструктивных решений. А именно — создания максимально сильно вооружённой и быстроходной боевой единицы с минимальным водоизмещением, всего 57% от уровня 5500-тонников. В этом плане проект крейсера стал одним из наиболее знаковых в истории японского судостроения, оказав значительное влияние на разработку более поздних военных кораблей.
Ключевым из применённых решений было включение броневой защиты в силовой набор корпуса, что позволило резко увеличить её массу и общую долю в водоизмещении. Так, по сравнению с типом «Тэнрю» эти показатели выросли вдвое. Другими характерными особенностями, воплотившимися затем в 7500-тонных тяжёлых крейсерах, были S-образный форштевень, сдвоенная дымовая труба с бронированными каналами дымоходов, нефтяное отопление котлов и более оптимальное размещение жилых помещений. Закрытые двухорудийные 140-мм установки, первым носителем которых был «Юбари», затем устанавливались ещё на нескольких кораблях и послужили прототипом для 127-мм спарок эсминцев «стандартного типа». Более того, часть перечисленных нововведений получили и 5500-тонные лёгкие крейсера: в 1934—1938 годах на всех них отказались от угольного отопления котлов, а характерную S-образную форму носовой оконечности имели «Нака» (изначально), «Дзинцу» и «Абукума» (после ремонтов в 1927 и 1930 годах соответственно). Из характерных архитектурных особенностей более поздних тяжёлых крейсеров на «Юбари» не было только волнообразной верхней палубы.
Хотя предложенные Хирагой конструктивные решения подтвердили свою ценность, проект обладал и значительными недостатками. Ключевым из них стала строительная перегрузка, достигшая 419 тонн, или 14% от нормального водоизмещения—при том, что ранее она обычно не превышала 5%. В результате выросла осадка и уменьшилась высота надводного борта, скорость хода оказалась меньше проектной, увеличился расход топлива, иллюминаторы трюмной палубы опасно приблизились к ватерлинии. Более того, дальность плавания оказалась даже меньше, чем у современных ему эсминцев, флагманом соединений которых он должен был выступать. Аналогичные проблемы, связанные с большой перегрузкой, имели и последующие 7500-тонные тяжёлые крейсера. Другими минусами были недостаточная высота дымовой трубы и забрызгивание торпедных аппаратов на полном ходу (исправлены в ходе модернизаций), а также нерациональные углы наклона плит броневого пояса.
«Юбари» большую часть службы использовался как флагман эскадры эсминцев, и в этом качестве морально устарел ко второй половине 1930-х годов — в первую очередь за счёт роста их ТТХ. Так, на новых единицах типов «Асасио» и «Кагэро» дальность плавания достигла 5000 морских миль 18-узловым ходом (на более ранних «договорных» типах «Хацухару» и «Сирацую» — 4000), больше у них была и максимальная скорость, с учётом износа машин она составляла 34—35 узлов против 32—33. Артиллерийское вооружение старых лёгких крейсеров, смотревшееся вполне эффективным относительно американских эсминцев начала 20-х с четырьмя 102-мм орудиями, не обеспечивало превосходства над более новыми кораблями 30-х. Так, на считавшемся вполне вероятным противником флагманов ЭЭМ типе «Портер» вес бортового залпа достиг 196 кг против 226 кг у «Юбари» и 5500-тонников — и это при существенно большей огневой производительности. Торпедное вооружение из четырёх 610-мм торпедных труб на борт также уступало новым эсминцам, где их было шесть и восемь, с системой быстрой перезарядки. Наконец, объёма помещений старых лёгких крейсеров было недостаточно ни для размещения нового оборудования связи, ни для возросшего экипажа. Штатный 16-летний срок службы «Юбари» вышел в 1939 году, после чего он должен был быть заменён на один из новых флагманов ЭЭМ. Соответственно, он не только не получил катапульту с гидросамолётом, как большинство из 5500-тонных крейсеров в 30-х, но и новые торпедные аппараты, как «Дзинцу», «Нака» и «Абукума» перед войной. Фактически эта замена так никогда и не произошла, более того, «Юбари» в последние месяцы службы успел побыть флагманом 3-й ЭЭМ.
Наиболее близким иностранным аналогом являлся построенный в 1936—1938 годах нидерландский крейсер «Тромп». При стандартном водоизмещении около 3800 тонн он нёс шесть 150-мм орудий в трёх спаренных установках, четыре 40-мм зенитных автомата, два строенных 533-мм торпедных аппарата и один гидросамолёт. Его защита включала в себя вертикальное бронирование в районе ЭУ и погребов из 16-мм обшивки и внутренних продольных переборок толщиной 20-30 мм, также броневую палубу, толщина которой варьировалась от 15 до 25 мм. Паротурбинная установка мощностью 56 тысяч л. с. позволяла развивать максимальную скорость в 32,5 узла. Примечательно, что к столь схожему результату через полтора десятилетия конструкторы «Тромпа» пришли, идя с другой стороны — путём увеличения лидера эсминцев с первоначальным водоизмещением около 2000 тонн, в то время как Хирага и Фудзимото создали уменьшенный аналог обычного лёгкого крейсера.